# Episodfilm
Episodfilm är en genre av filmer bestående av flera olika sammanflätade episoder i en långfilm. Berättelserna är ofta sammanbundna endast genom ett tema, en premiss, beröringspunkt eller en kortvarig sammankopplande händelse (ofta en vändpunkt), emellanåt omgivna av en övergripande ramberättelse. Det som sammanbinder episoderna berörs ofta återkommande under filmens gång och vävs ibland samman i slutet. I episodfilmer visas en historia i taget, istället för att växla mellan klipp från de olika episoderna i filmen, vilket görs i snarlika genrer. Ibland regisseras varje episod av var sin regissör. 
Ibland finns det ett tema, som en plats (t.ex. New York Stories, Paris, je t'aime), en person (t.ex. Four Rooms), eller ett föremål (t.ex. Manhattan, Flickan från tredje raden, Twenty Bucks, Coffee and Cigarettes), som är närvarande i varje episod och tjänar till att binda dem samman. Två av de tidigaste exemplen på denna filmgenre är Edmund Gouldings Grand Hotel (1932), som producerades av MGM och Paramounts Om jag hade en miljon (1932), som regisserades av ett flertal regissörer, däribland Ernst Lubitsch, Norman Taurog och Norman Z. McLeod.

## Filmer i urval
- 1916 - Intolerance
- 1926 - Die Abenteuer eines Zehnmarkscheines (The Adventures of a Ten Mark Note)
- 1932 - Grand Hotel
- 1932 - Om jag hade en miljon
- 1942 - Manhattan
- 1943 - Bortom alla gränser
- 1945 - Skuggor i natten
- 1947 - Autostrada
- 1949 - Flickan från tredje raden
- 1950 - Trio
- 1951 - Da capo
- 1952 - Livets glada karusell
- 1952 - Actor's and Sin
- 1956 - Drömmarnas dans
- 1964 - Den gula Rolls-Roycen
- 1967 - Stimulantia
- 1968 - Den illustrerade mannen
- 1980 - Söndagsälskarna
- 1988 - Moonwalker
- 1989 - New York Stories
- 1991 - Night on Earth
- 1993 - Twenty Bucks
- 1995 - Four Rooms
- 1998 - Den röda fiolen
- 2003 - Coffee and Cigarettes
- 2006 - Paris, je t'aime